# The Four Hymns (Spenser)

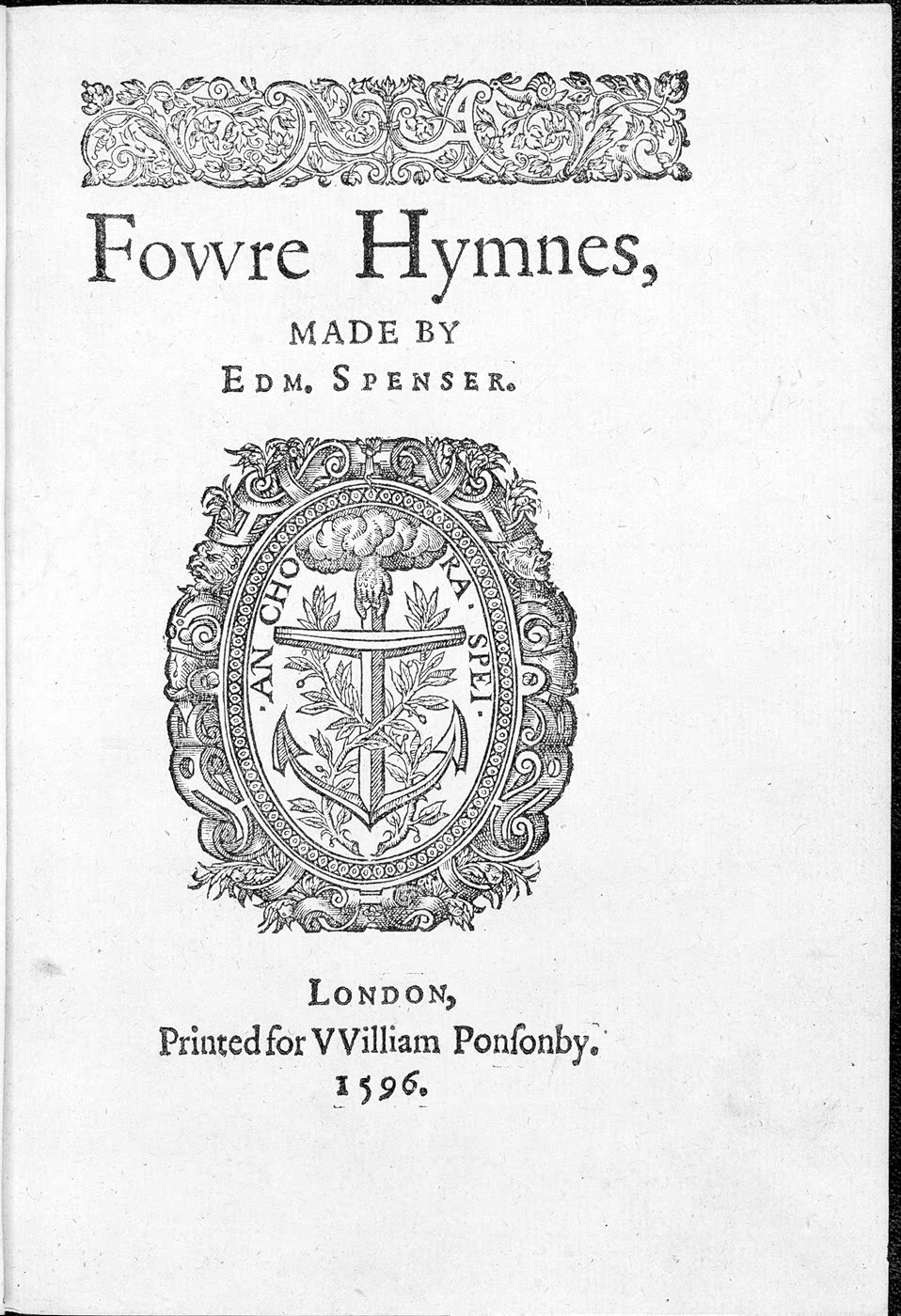
Strona tytułowa tomu "The Four Hymns" z 1596

The Four Hymns (w szesnastowiecznej ortografii Fowre Hymnes) – tomik wierszy renesansowego angielskiego poety Edmunda Spensera, opublikowany w Londynie w 1596 nakładem Williama Ponsonby’ego. Zawiera utwory An Hymn in Honour of Love, An Hymn In Honour Of Beauty, An Hymn of Heavenly Beauty i An Hymn of Heavenly Love. Utwory są napisane strofą królewską (rhyme royal). 

Rapt with the rage of mine own ravish'd thought,
Through contemplation of those goodly sights,
And glorious images in heaven wrought,
Whose wondrous beauty, breathing sweet delights
Do kindle love in high-conceited sprights;
I fain to tell the things that I behold,
But feel my wits to fail, and tongue to fold.

Tematem cyklu jest ogólny porządek świata. Cztery hymny Spensera najprawdopodobniej wpłynęły na lirykę Johna Keatsa.